# (6906) Johnmills
(6906) Johnmills – planetoida z pasa głównego asteroid okrążająca Słońce w ciągu 4 lat i 193 dni w średniej odległości 2,74 j.a. Została odkryta 19 listopada 1990 roku w Obserwatorium Siding Spring w Australii przez Roberta McNaughta. Nazwa planetoidy pochodzi od Johna Millsa (1806–1899), szkockiego producenta szpagatu i astronoma amatora, fundatora Mills Observatory – pierwszego publicznego obserwatorium astronomicznego w Wielkiej Brytanii. Przed nadaniem nazwy planetoida nosiła oznaczenie tymczasowe (6906) 1990 WC.